# Tectaria griffithii
Tectaria griffithii är en ormbunkeart som först beskrevs av Bak., och fick sitt nu gällande namn av Carl Frederik Albert Christensen. Tectaria griffithii ingår i släktet Tectaria och familjen Tectariaceae.

## Underarter
Arten delas in i följande underarter:
- T. g. amplissima
- T. g. singaporeana